# В долината
„В долината“ (на немски: Tiefland) е опера в пролог и три действия на немския композитор Ойген д'Албер по либрето на Рудолф Лотар на основата на пиесата от 1896 година „Terra baixa“ от Анжел Гимера.
Д'Албер започва да пише през 1902 г., като използва теми и мотиви от испански народни песни, които му дава музиковедът Джузепе Бернини.
Завършва операта през юли, а първото изпълнение е на 15 ноември 1903 г. в Пражката опера под диригентството на Лео Блех. След премиерата авторът я преработва и за първи път се изпълнява на 6 януари 1905 в Магдебург. В България е поставена в София през 1928 г. от диригента Исай Добровен и режисьорите П. К. Стойчев и Х. Попов.
Действието се развива високо в Пиренеите и в долината на Каталония през последните години на XIX век. Либретото е написано от Рудолф Лотар – залегнал е сюжета на едноименната пиеса на Анхел Гимера.

## Действащи лица
- Себастиано – богат земевладелец /баритон/,
- Томазо – старейшина на селото /бас/,
- Моручо – слуга в мелницата /баритон/,
- Марта – /сопран/,
- Пепа – /сопран/,
- Антония – /сопран/,
- Розалия – /алт/,
- Нури – /сопран/,
- Педро и Нандо – /овчари-тенор/.